# بيتر سيمونز
بيتر سيمونز (بالإنجليزية: Peter Simons)‏ هو فيلسوف بريطاني، ولد في 23 مارس 1950.